# Scoliocentra
Scoliocentra is een geslacht van insecten uit de familie van de afvalvliegen (Heleomyzidae), die tot de orde tweevleugeligen (Diptera) behoort.

## Soorten
- S. alpina (Loew, 1862)
- S. borealis (Czerny, 1924)
- S. brachypterna (Loew, 1873)
- S. collini Woznica, 2004
- S. confusa (Wahlgren, 1918)
- S. dupliciseta (Strobl, 1894)
- S. flavotestacea (Zetterstedt, 1838)
- S. fraterna Loew, 1863
- S. maculipennis (Becker, 1897)
- S. nigrinervis (Wahlgren, 1918)
- S. scutellaris (Zetterstedt, 1838)
- S. thoracica Collin, 1935
- S. tincta (Walker, 1849)
- S. villosa (Meigen, 1830)